# 사파비 왕조
사파비 왕조(/ˈsæfəvɪd, ˈsɑː-/; 페르시아어: دودمان صفوی, 발음 [d̪uːd̪ˈmɒːne sæfæˈviː])는 페르시아의 대이란국(Safavid Iran, 1501-1746)을 다스렸던 왕조이다. 사파비 통치는 현대 이란 역사의 시작으로 여겨지며, 또한 화약제국(gunpowder empire) 중 하나이다. 사파비의 샤(Shāh) 이스마일 1세(Ismā'īl I)는 시아파(Shīʿa Islam)의 열두 이맘파(Twelver denomination)를 페르시아 제국의 공식 종교로서 수립하였고, 이슬람 역사의 중요한 전환점 중 하나이다. 사파비 왕조는 수피즘(Sufism)의 사피파(Safavid order)에서 유래하였다. 이는 이란령 아제르바이잔(Iranian Azerbaijan)의 도시 아르다빌(Ardabil)에 세워졌다. 쿠르드인(Kurdish) 계통의 이란 왕조였으나, 통치 기간 중에는 투르코만인(Turkoman), 조지아인(Georgian), 체르케스인(Circassian), 폰트 그리스인(Pontic Greek) 고위 인사들과 결혼하였지만, 그럼에도 이들은 투르크어를 말하고 투르크화(Turkification) 되었다. 아르다빌 기지에서 사파비 왕조는 대이란(Greater Iran) 일부를 통치하였고, 역내 이란 정체성(Iranian identity)을 재천명하였으며, 따라서 사산 제국(Sasanian Empire) 이후 이란으로서 알려진 민족국가를 세운 최초의 토착 제국이다.
사파비 왕조는 1501년부터 1722년까지 통치하였고(1729~1736년, 1750~1773년 잠시 복구되었음), 현재 이란, 아제르바이잔, 바레인, 아르메니아, 조지아 동부, 러시아•이라크•쿠웨이트•아프가니스탄을 포함한 북코카서스 일부, 터키, 시리아, 파키스탄, 투르크메니스탄, 우즈베키스탄을 통치하였다.
1736년 멸망하였지만, 이들의 유산은 동서간 경제 요충지로서 이란의 부흥이었고, 효율적인 국가의 수립이었으며, 견제와 균형에 기반을 둔 관료제, 건축학적 혁신, 예술 후원 등이다. 사파비 왕조는 오늘날 열두 이맘파 시아파를 이란 국교로 만든 것도 이들의 유산이며, 중동, 중앙아시아, 코카서스, 아나톨리아, 페르시아만, 메소포타미아 시아파 확산도 공헌했다.

## 사파비왕조 샤(Shah)

사파비 왕조 타임라인

- 이스마일 1세(Ismail I, 재위 1501–1524)
- 타흐마스프 1세(Tahmasp I, 재위 1524–1576)
- 이스마일 2세(Ismail II, 재위 1576–1578)
- 모하마드 호다반다(Mohammad Khodabanda, 재위 1578–1587)
- 압바스 1세(Abbas I, 재위 1587–1629)
- 사피(Safi, 재위 1629–1642)
- 압바스 2세(Abbas II, 재위 1642–1666)
- 술레이만 1세(Suleiman I, 재위 1666–1694)
- 솔탄 호세인(Soltan Hoseyn, 재위 1694–1722)
- 타흐마스프 2세(Tahmasp II, 재위 1722–1732)
- 압바스 3세(Abbas III, 재위 1732–1736)

## 같이 보기
- 사파비 제국